# Aang
Az Avatar Aang (安昂; Hepburn: ān áng) az Avatár – Aang legendája című animációs sorozatának főhőse. Eredeti hangja Zach Tyler Eisen.
Aang a Levegő nomádjainak utolsó túlélője, a Déli Légtemplom utolsó szerzetese. Ő az Avatar, a fény és a béke lelkének emberi formában megtestesült formájának egyik reinkarnációja. Avatarhoz hasonlóan ő is kontrollálni tudja az elemeket, feladata pedig a Négy Nép közötti béke fenntartása. Már 12 évesen hős lett, mikor egy évszázadra hibernálták. Ezután egy vándorúton, melyen mélyebben megismerte az elemeket, csatlakozott két új barátjához, Katarához és Sokkához, majd később Toph-hoz, hogy együtt mentsék meg a világot az világuralomra törő Tűz Népétől.
Aang karaktere más médiumokban is feltűnt, így megjelent gyűjthető kártyákon, videójátékokban, pólókon és erb képregényekben. Aangot Noah Ringer is megörökítette Az utolsó léghajlító című filmben, hangja pedig D.B. Sweeneyn keresztül hallható a Korra legendája című animációs sorozatban.